# Nusuèjols
Nusuèjols (en francès Nuzéjouls) és un municipi francès situat al departament de l'Òlt i a la regió d'Occitània.
El municipi té Nusuèjols com a capital administrativa, i també compta amb els agregats de lo Mas de Sèrras i lo Mas de Ponsòt.

## Demografia
| 1962                                       | 1968 | 1975 | 1982 | 1990 | 1999 | 2006 |
| ------------------------------------------ | ---- | ---- | ---- | ---- | ---- | ---- |
| 123                                        | 126  | 136  | 191  | 238  | 262  | 303  |
| Des de 1962: població sense dobles comptes |      |      |      |      |      |      |

## Administració
| Període   | Identitat          | Partit |
| --------- | ------------------ | ------ |
| 2001-2004 | Gérard Miquel      | PS     |
| 2004-     | Danièle Frayssinet |        |